# Bülent Ecevit
Mustafa Bülent Ecevit (født 28. maj 1925 i Istanbul, død 5. november 2006 i Ankara) var en tyrkisk politiker, digter, forfatter, lærer og journalist, der var Tyrkiets premierminister fire gange mellem 1974 og 2002. Han var premierminister  i 1974, 1977, 1978-79 og 1999-2002. Han var leder af det Republikanske Folkeparti (CHP; tyrkisk: Cumhuriyet Halk Partisi) mellem 1972 og 1980, og i 1989 blev han leder af det Demokratiske Venstreparti (DSP tyrkisk: Demokratik Sol Parti).